# Сулейман Караманід
Сулейман (тур. Sulayman Bey; д/н — після 1318) — 6-й бей Караманідів в 1317—1318 роках.

## Життєпис
Син Махмут-бея. відомості про нього обмежені. 1317 року після повалення брата Яхші-хана став новим беєм Караманідів. Проте низка дослідників ставить це під сумнів через недостатність джерел про Сулеймана (окрім Мехмеда Нешрі).
Ймовірно в цей час бейлік Караманідів розпався на декілька частин, в яких Сулейман і його брат Ібрагім оголосили себе очільниками. За допомогою мамлюків з Єгипту Ібрагім 1318 року здобув перемогу. Доля Сулеймана невідома. Висловлюється припущення, що став співправителем іншого брата Яхші-хана в Ерменеку.